# Condado de Le Flore
El condado de Le Flore (en inglés: Le Flore County), fundado en 1907 y con nombre en honor a una familia choctaw francesa, es un condado del estado estadounidense de Oklahoma. En el año 2000 tenía una población de 48.109 habitantes con una densidad de población de 12 personas por km². La sede del condado es Poteau.

## Geografía
Según la oficina del censo el condado tiene una superficie total de 4165 km² (1608,1 mi²), de los que 4107 km² (1585,7 mi²) son tierra y 58 km² (22,4 mi²) (1,38%) son agua.

### Condados adyacentes
- Condado de Sequoyah - norte
- Condado de Sebastian - noreste
- Condado de Scott - este
- Condado de Polk - sureste
- Condado de McCurtain - sur
- Condado de Pushmataha - suroeste
- Condado de Latimer - oeste
- Condado de Haskell - noroeste

### Principales carreteras y autopistas
- U.S. Autopista 59
- U.S. Autopista 259
- U.S. Autopista 270
- U.S. Autopista 271
- Autopista estatal 1
- Autopista estatal 9
- Autopista estatal 31
- Autopista estatal 63

### Espacios protegidos
En este condado se encuentran 896,5 km² del bosque nacional de Ouachita con el área recreativa nacional de Winding Stair Mountain. Pero también de uno de los yacimientos arqueológicos precolombinos más importantes en los Estados Unidos: el Spiro Mounds.

## Demografía
Según el censo del 2000 la renta per cápita media de los habitantes del condado era de 27.278 dólares y el ingreso medio de una familia era de 32.603 dólares. En el año 2000 los hombres tenían unos ingresos anuales 26.214 dólares frente a los 19.792 dólares que percibían las mujeres. El ingreso por habitante era de 13.737 dólares y alrededor de un 19,10% de la población estaba bajo el umbral de pobreza nacional.

## Ciudades y pueblos
- Arkoma
- Big Cedar
- Bokoshe
- Cameron
- Cowlington
- Fanshawe‡
- Fort Coffee
- Heavener
- Hodgen
- Howe
- Le Flore
- Monroe
- Muse
- Panama
- Pocola
- Poteau
- Rock Island
- Shady Point
- Skullyville
- Spiro
- Talihina
- Wister
- Whitesboro